# Шерм-ель-Кусара
Шерм-ель-Кусара́ — бухта, розташована в східній частині затоки Акаба Червоного моря. Розташована в межах Саудівської Аравії.
| Саудівська Аравія | Це незавершена стаття з географії Саудівської Аравії. Ви можете допомогти проєкту, виправивши або дописавши її. |